# Owen Tudor
Owen Meredith Tudor (Welsh: Owain ap Maredudd ap Tudur) (Anglesey, Wales, ca. 1400 - Hereford, 2 februari 1461) was een Welshe soldaat, hofmeester en edelman. Hij was de tweede echtgenoot van Catharina van Valois, weduwe van koning Hendrik V van Engeland. Als grootvader van koning Hendrik VII van Engeland werd hij de stichter van het Huis Tudor.
Owen Tudor en Catherine van Valois zouden samen minstens vier kinderen hebben gehad, inclusief Jasper Tudor en Edmund Tudor, die uiteindelijk de vader van koning Hendrik VII van Engeland zou worden. Aan het einde van zijn leven vocht hij voor de Lancasters tijdens de Rozenoorlogen en in de slag van Mortimer's Cross. Dit gevecht liep echter rampzalig af voor de Lancasters en Owen Tudor werd gevangengenomen en onthoofd.
- Gemeinsame Normdatei: 1150673923
- International Standard Name Identifier: 0000 0000 2497 2569
- Library of Congress Control Number: n78000853
- Virtual International Authority File: 45551625
- WorldCat: E39PBJjMvFMbtRMYhYHCqYpF8C